# Шведское литературоведение
Шведское литературоведение традиционно проявляет мало интереса к анализу формы литературного произведения, его поэтике. В Швеции (а также соседней Норвегии) основное внимание уделяется этическому посланию литературного текста. В Швеции также отсутствуют самостоятельные литературоведческие школы, основной упор в литературоведческих трудах XX века делался на исследовании связи идейного содержания произведения с социальным контекстом и биографией автора.

## Литературоведение и история литературы
До 1968 года академическая дисциплина, задачей которой является исследование литературы называлась в Швеции история литературы в Швеции (швед. Litteraturens historia i Sverige), и только в 1968 в университетах Швеции стали использовать название «литературоведение». Аналогично в 1969 история искусств была переименована в искусствоведение, переименованы были и другие дисциплины, затрагивающие историю различных искусств, в том числе история архитектуры, однако изменилось или нет содержание этих дисциплин до сих пор является предметом исследования. Nationalencyklopedin утверждает, что и после 1968 года литературоведение как предмет является близким аналогом истории литературы, хотя и допускает изучение неисторических аспектов: стилистического, эстетического, философского, психологического и др., однако иногда (из-за терминологической путаницы) под термином могут пониматься только последние, исключая историю. В задачу факультетов литературоведения в шведских университетах традиционно входит изучение литературной составляющей предмета «шведский язык».

## Возникновение научной школы
Исследования истории литературы начинаются в Швеции с появлением новоромантической школы. Новатором в данной области явился Л. Гаммершельд, автор теперь уже устаревшего труда «Svenska Vitterheter» (1818). Труд П. Аттербома «Svenska siare och skalder» (1841—1855), представляющий характеристики шведских поэтов (в хронологическом порядке) в манере Сент-Бёва и отличающийся большой психологической верностью и тонким критическим чутьём, не утратил своего значения и до сих пор. Капитальное значение имеют труды Г. Люнггрэна: «О поэзии Бельмана», «История шведской драмы до 1665 г.» и подробная «История шведской изящной литературы со смерти Густава III до середины XIX столетия». В новейшей истории литературы обнаруживается влияние Тэна и Брандеса; её задача — показать, насколько в данном литературном произведении отразился дух народа, времени и авторской индивидуальности. Такого направления держатся преимущественно ученики К. Нюблома — Г. Шюк, К. Варбург и О. Левертин. Шюк выпустил, между прочим, 1-й том обширной «Истории шведской литературы» и вместе с Варбургом составил сокращённую историю шведской литературы до новейшего времени. Левертин известен характеристиками писателей эпохи Густава.

## Периодизация шведской литературы
Историю шведской литературы принято подразделять на несколько литературных эпох, названия которых связаны скорее с политической историей Швеции, чем с историей развития литературных стилей:
- Эпоха язычества (до 1100 года);
- Эпоха католицизма (1100—1520);
- Эпоха Реформации (1520—1600);
- Эпоха великодержавия (1611—1718/1721);
- Эра свободы (эпоха Просвещения, 1721—1772);
- Густавианская эпоха (классицизм, рококо, передромантизм, 1772—1809);
- Новый государственный строй (романтизм, либерализм, 1809—1880);
- Рубеж XIX и XX века (натурализм, импрессионизм, символизм и неоромантизм, 1880—1910);
- Первая половина XX века;
- Послевоенная литература